# 卡斯卡斯區
卡斯卡斯區（西班牙語：Distrito de Cascas），是秘魯的一個區，位於該國西北部拉利伯塔德大區的格蘭奇穆省，始建於1835年4月25日，面積465.67平方公里，海拔高度1,274米，2005年人口14,839，人口密度每平方公里32人。